# Skelligs SPA
Skelligs SPA este o arie protejată (arie de protecție specială avifaunistică — SPA) din Irlanda întinsă pe o suprafață de 624,08 ha, integral pe uscat.

## Localizare
Centrul sitului Skelligs SPA este situat la coordonatele 51°46′30″N 10°31′36″W / 51.774956°N 10.526615°V.

## Înființare
Situl Skelligs SPA a fost declarat arie de protecție specială avifaunistică în februarie 1986 pentru a proteja 10 specii de animale.

## Biodiversitate
Situată în ecoregiunea atlantică, aria protejată nu include niciun habitat protejat.
La baza desemnării sitului se află mai multe specii protejate de  păsări (10): alca (Alca torda), șoim călător (Falco peregrinus), papagal de mare (Fratercula arctica), Fulmarus glacialis, Hydrobates pelagicus, sula bassana (Morus bassanus), Puffinus puffinus, Pyrrhocorax pyrrhocorax, Rissa tridactyla, Uria aalge.